# ولاد حباس السفلى (الخلوة)
ولاد حباس السفلى هي إحدى مشيخات المملكة المغربية، تتبع جغرافيا لعمالة طنجة أصيلة وإداريًا لالخلوة. يقدر عدد سكانها بـ 2151 نسمة حسب الإحصاء الرسمي للسكان والسكنى لسنة 2004.